# سعر الفائدة بين البنوك في هونغ كونغ
سعر الفائدة بين البنوك في هونغ كونغ (HIBOR)  هو السعر السنوي المفروض على الإقراض بين البنوك على الأدوات المقومة بعملة دولار هونغ كونغ، لفترة محددة تتراوح من ليلة واحدة إلى سنة واحدة.

## نبذة
يتم حساب سعر الفائدة بين البنوك في هونغ كونغ يوميًا في الساعة 11:00 صباحًا بالتوقيت المحلي بناءً على عروض أسعار من 20 بنك يتم تعينها من قبل رابطة هونغ كونغ للبنوك.
في 24 يونيو 2013، تم إطلاق تثبيت إضافي للرنمينبي الصيني، والذي تم تحديده باسم CNH HIBOR.